# Smaltjärnen (Voxna socken, Hälsingland)
Smaltjärnen är en sjö i Ovanåkers kommun i Hälsingland och ingår i Ljusnans huvudavrinningsområde.